# Dyslexie (Schriftart)
Dyslexie ist eine Schriftart, die mit der Absicht entwickelt wurde, einige der Probleme abzumildern, die Legastheniker beim Lesen haben. Da sich viele der 26 Buchstaben des lateinischen Grundalphabets optisch sehr ähnlich sind, betont die Schrift die voneinander unterschiedlichen Buchstabenteile.
Es gibt keine Hinweise darauf, dass die Schriftart tatsächlich das Lesen unterstützt, weder bei Menschen mit noch ohne Legasthenie.

## Entwurf
Die Schrift wurde 2008 vom niederländischen Grafikdesigner Christian Boer entworfen, als er Grafikdesign an der Universität Twente studierte. Er selbst hatte die meiste Zeit seines Lebens mit Legasthenie zu kämpfen.
In einem Interview erklärte Boer, dass er nach einem schwierigen Studienabschluss auf die Schriftart gekommen sei. Sein Entwurf war ein Versuch, zu verhindern, dass die Buchstaben als sich herumdrehend erscheinen, ein Symptom, über das oft bei Legasthenikern berichtet wird. Boer bezog dies auf die Art und Weise, wie die meisten Menschen in Wörtern denken: Legastheniker können nicht aufhören, Buchstaben anders zu sehen, genauso wie Nicht-Legastheniker nicht aufhören können, in Wörtern zu denken.

## Eigenheiten der Schriftart
Dyslexie verwendet eine stärkere Liniendicke, um den unteren Rand der meisten Zeichen hervorzuheben. Dies soll versuchen, die Buchstaben zu „verankern“, da einige Menschen mit Legasthenie Buchstaben entweder in Bewegung oder in drei Dimensionen sehen können. Da Legastheniker dazu neigen, b, d, p und q durcheinanderzubringen, betont es auch in der Krümmung der Buchstaben eine leichte Neigung nach unten. Buchstaben wie c oder e können etwas mehr auseinanderklaffen oder leicht in eine Richtung verformt sein. Außerdem sind in der Schriftart für Buchstaben wie n oder h der Stamm der Buchstaben leicht verlängert oder verkleinert. Der Buchstabe h hat demnach einen längeren Strich und n einen niedrigeren Strich. Darüber hinaus werden Großbuchstaben und Satzzeichen in der Schriftart dicker oder fetter dargestellt, sodass Satzanfang und -ende besser erkennbar sind.

## Forschung
Laut einer Veröffentlichung aus dem Jahr 2010 deutet die Forschung nicht darauf hin, dass die Schriftart beim Lesen hilfreich ist. Weder Kinder mit noch ohne Legasthenie lesen mit der Schriftart schneller oder genauer. Es war auch nicht die bevorzugte Schriftart der getesteten Kinder. Die Daten deuten darauf hin, dass die Schriftart, die ein Kind bevorzugt, wahrscheinlich die effektivste für es ist.
Laut Veröffentlichungen aus den Jahren 2017/2018 hat bis dahin keine Forschung einen statistisch signifikanten positiven Effekt auf das Lesen für Legastheniker von einer Schriftart gefunden, die speziell für Legasthenie entwickelt wurde.